# ピックスの大冒険
『ピックスの大冒険 磁石で飛んじゃう!?』（ピックスのだいぼうけん じしゃくでとんじゃう!?）は、2000年5月18日にアフェクトから発売されたPlayStation用アクションゲーム。